# Caroline Geldorf
Caroline Juel Geldorf (født 11. maj 1995 i Holte) er en cykelrytter fra Danmark, der senest kørte for Team Sydbank BACH Advokater. Hun er uddannet dyrlæge.
Hendes primære fokus var indtil 2023 på gravelcykling, men fra starten af 2024-sæsonen skrev hun kontrakt med den nyetablerede danske DCU Elite Team, Team Sydbank BACH Advokater, som deltager i landevejsløb i ind- og udland.